# Pierre Gaudibert
Pour les articles homonymes, voir Gaudibert.
Pierre Gaudibert (3 mars 1928 - 17 janvier 2006) est un conservateur, un critique d'art et un écrivain français.

## Biographie
Né le 3 mars 1928 à Paris, Pierre Gaudibert est animateur culturel dans le 15e arrondissement de Paris au début des années 1960, avant de devenir conservateur au musée d'art moderne de la Ville de Paris en 1966. Il y crée en janvier 1967 l'A.R.C. (Animation - Recherche - Confrontation), un des premiers départements d'art contemporain en France ; il en est le directeur de 1967 à 1972.
Proche des philosophes Louis Althusser et Gilles Deleuze, et de Félix Guattari, il s'intéresse à l'art conçu comme un terrain expérimental, où l'engagement politique fait partie intégrante de l'action culturelle. Il accueille ainsi à l'A.R.C. en juin 1966 une exposition préfacée par le critique Gérald Gassiot-Talabot, « Le Monde en question ou 26 peintres de contestation ». Cherchant à attirer de nouveaux publics, et en particulier la classe moyenne, Pierre Gaudibert met en œuvre une offre muséale à la fois participative et pluridisciplinaire, introduisant la musique, la poésie, la danse, le théâtre, le cinéma au sein de l'A.R.C. À la suite des incidents lors de l'exposition « 72-72 », organisée par le président Georges Pompidou, à laquelle Gaudibert avait refusé de participer, il démissionne de son poste de directeur du musée. 
Pierre Gaudibert publie plusieurs ouvrages engagés comme Action culturelle : intégration et/ou subversion, en 1972, et De l'ordre moral, en 1973. Sur le modèle des Kunsthalle allemandes, il impulse en 1977 la création à Grenoble du Centre national d'art contemporain appelé le « Magasin », qui sera lancé par Jacques Guillot. De 1978 à 1985, il devient directeur du musée de Grenoble.  
À partir de 1985 et jusqu'en 1994, il est chargé de mission pour le ministère de la Culture et le musée des arts d’Afrique et d’Océanie (1985-1994).  
Il se consacre ensuite à l'art contemporain africain, dont il devient un des plus importants spécialistes. Responsable du musée des arts africains et océaniens de Paris, il publie, en 1991, L'Art africain contemporain.
Il meurt le 17 janvier 2006.

## Postérité
Sa bibliothèque et ses archives sont entrées au Musée d'Art moderne de Paris en 2015 avec une partie de sa collection personnelle.
Une exposition monographique dans cette institution lui est consacrée en 2020-2021.